# 천딩
천딩(중국어 간체자: 陈定, 정체자: 陳定, 병음: Chén Dìng, 한자음: 진정, 1992년 8월 5일~)은 중화인민공화국의 육상 선수로 주 종목은 경보이다. 2012년 하계 올림픽에서 20km 경보 부문 금메달을 획득했으며, 2013년 세계 선수권 대회에서 20km 경보 부문 금메달을 획득했다.

## 같이 보기
- 2012년 하계 올림픽 중국 선수단
- 2012년 하계 올림픽 육상 남자 경보 20km